# Laurin & Klement 105
Laurin & Klement 105 – samochód osobowy wytwarzany w latach 1923 - 1925 w zakładach Laurin & Klement na terenie Czechosłowacji, które w 1925 roku zostały przejęte przez firmę Škoda
Model 105 był siostrzanym projektem samochodu Laurin & Klement 150. Pojazd wyposażony był w silnik o pojemności 1791 cm³ i mocy 18 kW (25 KM). Napęd przenoszony na tylną oś pozwalał osiągnąć prędkość 80 km/h. 
Łącznie wyprodukowano 277 egzemplarzy tego modelu.